# Katastrofa lotu Hewa Bora Airways 122
Katastrofa lotu Hewa Bora Airways 122 – wypadek lotniczy samolotu McDonnell Douglas DC-9, należącego do linii lotniczych Hewa Bora Airways, do którego doszło 15 kwietnia 2008 w Goma w Demokratycznej Republice Konga. W wyniku wypadku śmierć poniosło 40 osób (3 osoby na pokładzie samolotu i 37 osób na ziemi).

## Wypadek
Samolot startował z lotniska w Gomie do lotniska w Bangoce. Według dyrektora RVA silnik nr 1 zapalił się po 300 m, a następnie uległ awarii. Samolot przeleciał nad pasem startowym i rozbił się 100 m od progu pasa 36 na obszarze mieszkalnym, uderzając w domy, sklepy i stragany.
W wyniku wypadku zginęło 3 pasażerów i 37 osób na ziemi. Rannych zostało kolejnych 40 pasażerów i 71 osób na ziemi.
Dwa dni po katastrofie rząd DRK przyznał, że zaniedbano naprawę pasa startowego po erupcji wulkanu Nyiragongo w 2002, która zniszczyła północny kraniec pasa startowego 18/36, pozostawiając zaledwie 2 km na operacje lotnicze.